# Братчин, Иван Петрович
Иван Петрович Братчин (2 февраля 1907 год, село Крюково, Белгородская губерния — 28 ноября 1992 года) — начальник станции Клепаров Львовской железной дороги, Львовская область, Украинская ССР. Герой Социалистического Труда (1959).

## Биография
Родился в 1907 году в крестьянской семье в селе Крюково (сегодня — Яковлевский район). Трудовую деятельность начал в 1926 году ремонтным рабочим на Южной железной дороге. Затем работал стрелочником, дежурным по станции. С 1939 по 1941 год — начальник станции Клепаров Львовской железной дороги. Во время Великой Отечественной войны трудился на железной дороге в прифронтовых полосах.
С 1944 по 1960-е годы — начальник станции Клепаров Львовской железной дороги.
Указом Президиума Верховного Совета СССР от 1 августа 1959 года «за выдающиеся успехи, достигнутые в деле развития железнодорожного транспорта» удостоен звания Героя Социалистического Труда с вручением ордена Ленина и золотой медали «Серп и Молот».
После выхода на пенсию проживал в Белгороде, где скончался в 1992 году.
Звания Героя Социалистического труда в 1966 году также был удостоен мастер вагонного депо станции Клепаров Владимир Степанович Бучинский.
Награды
- Герой Социалистического Труда
- Орден Ленина — дважды (24.10.1953; 01.08.1959)
- Орден Трудового Красного Знамени (26.06.1951)